# Faction socialiste indépendante
Ne doit pas être confondu avec Centre indépendant (Israël), Parti indépendance (Israël) ou Libéraux indépendants.
La Faction socialiste indépendante (hébreu : סיעה סוציאליסטית עצמאית, Sia'a Sotzialistit Atzma'it) était un parti politique israélien des années 1970.

## Histoire
Le parti fut créé le 27 janvier 1976, lors de la 8e session de la Knesset, sous le nom de Faction social-démocratique, lorsqu'Aryeh Eliav et Marcia Freedman quittèrent le Ya'ad – Mouvement des droits civiques. Avant la création de ce nouveau parti, Aryeh Eliav avait quitté l'Alignement et avait fusionné avec le Ratz pour former le Ya'ad. Le 3 février, le nouveau mouvement fut rebaptisé Faction socialiste indépendante.
Avant les élections législatives de 1977, le parti fusionna avec d'autres petits partis de gauche, comme le Meri, le Moked et certains membres des Black Panthers afin de créer le Camp de Gauche d'Israël, Marcia Freedman créant dans le même temps le Parti des Femmes. Le Camp de Gauche d'Israël ne remporta que deux sièges, occupés par rotation par cinq membres du parti, dont Aryah Eliav, alors que le Parti des Femmes ne passa pas le seuil électoral et disparut.